# 大码头街道
大码头街道，是中华人民共和国湖南省益阳市资阳区下辖的一个乡镇级行政单位。
2024年4月1日，将长春镇的五里堆、接城堤、杨树、南丰4个社区居委会成建制划入大码头街道。

## 行政区划
大码头街道下辖以下地区：
石码头社区、七公庙社区、群众街社区、临兴街社区、鹅羊池社区、新兴街社区、建新里社区、堤湾村社区、金花坪社区和金花湖社区。
2024年调整后，大码头街道辖新兴街、建新里、金花湖、金花坪、群众街、石码头、鹅羊池、七公庙、临兴街、三益街、五里堆、接城堤、杨树、南丰14个居委会。